# Raddea panda
Raddea panda là một loài bướm đêm trong họ Noctuidae.